# ناتالی مورالس (هنرپیشه)
ناتالی مورالس (انگلیسی: Natalie Morales؛ زادهٔ ۱۵ فوریهٔ ۱۹۸۵) یک بازیگر سینما، و هنرپیشه اهل ایالات متحده آمریکا است. وی از سال ۲۰۰۶ میلادی تاکنون مشغول فعالیت بوده‌است.

## گزیده فیلمشناسی
از فیلم‌ها یا برنامه‌های تلویزیونی که وی در آن نقش داشته‌است می‌توان به آثار زیر اشاره کرد.
- وال استریت: پول هرگز نمی‌خوابد (۲۰۱۰)
- فاصله گرفتن (فیلم ۲۰۱۵) (۲۰۱۰)
- نبرد دو جنس (فیلم) (۲۰۱۷)
- مرد عنکبوتی: به درون دنیای عنکبوتی (۲۰۱۸)
- سی‌اس‌آی: میامی (۲۰۰۶)
- یقه سفید (مجموعه تلویزیونی) (۲۰۰۹–۲۰۱۰)
- پارک‌ها و تفریحات (۲۰۱۰–۲۰۱۵)
- اتاق خبر (مجموعه تلویزیونی) (۲۰۱۲)
- ۹۰۲۱۰ (مجموعه تلویزیونی) (۲۰۱۲–۲۰۱۳)
- دختران (مجموعه تلویزیونی آمریکایی) (۲۰۱۴–۲۰۱۵)
- گریس و فرانکی (۲۰۱۷)
- رژیم غذایی سانتا کلاریتا (۲۰۱۷–۲۰۱۹)
- بوجک هورسمن (۲۰۱۷–۲۰۱۸)
- استوبر(٢٠١٩)
- چیزهای کوچک (۲۰۲۱)